# Sistemazione a cavino

Schema

La sistemazione a cavino o alla padovana è una tradizionale sistemazione idraulico-agraria del terreno in uso nella pianura veneta.
La sistemazione a cavino, ormai in disuso, è costituita da appezzamenti di 100-120 metri di lunghezza, talvolta anche fino a 200 metri, e di 35-50 metri di larghezza. La baulatura è trasversale e intermedia, con linee di pendenza disposte longitudinalmente verso le testate dell'appezzamento. L'appezzamento è delimitato longitudinalmente da un filare di piante arboree su entrambi i lati, disposti su fasce di 4-5 metri di larghezza che lo separano dagli appezzamenti adiacenti. In corrispondenza delle testate è disposto il cavino vero e proprio, ovvero un avvallamento percorso da una capezzagna. 
Caratteristica fondamentale di questa sistemazione, che la contraddistingue dalle altre sistemazioni tradizionali della Pianura Padana, è la marcata freccia di baulatura, con dislivello dell'ordine di 1-1,5 metri fra la quota della linea di colmo e quella del cavino. Per realizzare sistemazioni di questo genere erano perciò necessari anche ingenti movimenti di terra. La forte freccia di baulatura era causa di frequenti inondazioni in corrispondenza del cavino, tuttavia la sistemazione aveva il pregio di prevenire il ristagno superficiale, almeno nella parte dell'appezzamento a maggiore quota, anche nelle annate particolarmente piovose.